# El Saler Campo de Golf
El Saler is een openbare golfbaan (campo de golf) bij Valencia in Spanje.
De baan is in 1905 aangelegd door Don Javier Arana. In 1968 wordt de 18 holesbaan verbouwd. Hij ligt midden in natuurreservaat El Saler, tussen de weg (CV-500) en de Middellandse Zee. Langs de zee liggen zes duinachtige 'links' holes, de andere holes liggen in de bossen.

## Internationale toernooien

#### Spaans Open
Het Open de España van 1984, 1989, 2001 en 2013 is op El Saler gespeeld. 

In 1984 maakt Bernhard Langer tijdens de vierde ronde een score van 62, hetgeen een nieuw baanrecord is, en wint het Open met een voorsprong van twee slagen op Howard Clark.

#### The Seve Trophy
In 2003 is de Seve Trophy op El Saler gespeeld. In het Britse team zit Ian Poulter, die met Justin Rose verliest van Alex Cejka en Raphaël Jacquelin, maar daarna wint van Severiano Ballesteros en José María Olazabal. Daarna wint hij met Lee Westwood van Ballesteros en Sergio Garcia. Met Justin Rose wint hij ook van Thomas Bjørn en Sergio Garcia, en ten slotte speelt hij gelijk tegen Niclas Fasth.